# Luviska
Luviska var den sannolikt mest utbredda företrädaren för de anatoliska språken och talades från andra till första årtusendet f.Kr. av luvierna i Anatolien. Språket indelas i de båda varianterna kilskriftsluviska och hieroglyfluviska, vilka använder olika skriftsystem. Ibland talas även om senluviska.
Under begreppet luviska språk sammanfattas förutom de båda luviska dialekterna även de med luviskan närbesläktade anatoliska språken lykiska, kariska, pisidiska och sidetiska.
Luviska var ett av de språk som talades under bronsåldern i Arzawa (senare Lydien) i västra Anatolien, och hettiternas land i centrala Anatolien (nuvarande Turkiet).
Efter bronsålderns slut talades luviska i de nyhettitiska staterna i sydöstra Anatolien och norra Syrien; i Hamat, Karkemish, Malatya, Tabal, med flera. Språket försvann vid mitten av det första årtusendet f.Kr. och ersattes av arameiska.

## Klassificering
De luviska språken bildar tillsammans med hettitiskan och palaiskan de anatoliska språken, en utdöd gren av den indoeuropeiska språkfamiljen. Luviskan är, som det språk som har gett namn åt de luviska språken, deras bäst utforskade företrädare. Luviskan är närmast besläktad med lykiskan, och vissa språkforskare anser det möjligt att lykiska till och med är en direkt efterföljare eller dialekt av luviskan, medan andra bestämt förkastar denna hypotes. Det är svårt att avgränsa luviskan från pisidiskan och sidetiskan, två dåligt kända språk, och det kan inte uteslutas att det rör sig om senare former av luviskan. Däremot kan kariskan som enda luviska språk tydligare avgränsas från den egentliga luviskan.
Luviskan uppvisar typiska kännetecken för ett äldre indoeuropeiskt språk och är ett flekterande ackusativspråk med vissa agglutinerande inslag. I morfologin visar sig stora likheter med hettitiskan.

## Historia och utbredning

Luviskans utbredningsområde

Under andra årtusendet f.Kr. talades luviska i stora delar av hettiterriket, huvudsakligen i södra och sydvästra Anatolien. Belägg för språket finns dock även i de övriga delarna av Anatolien och i norra Syrien. Det är svårt att göra en exakt geografisk avgränsning av språkområdet och en rekonstruktion är i praktiken endast möjlig med utgångspunkt i inskriftsfynden. Därvid visar sig överlappningar med det förmodade hettitiska språkområdet. Luviskans exakta ställning inom Hettiterriket är oklar. Redan tidigt fanns ett språkligt utbyte mellan luviska och hettitiska, vilket visas av talrika luviska lånord i hettitiskan.
På 1200-talet f.Kr. utövade luviskan ett starkt inflytande på hettitiskan och överlevde efter denna och är påvisad även efter det hettitiska rikets sammanbrott fram till på 600-talet f.Kr. Vissa språkforskare företräder till och med tesen att hettitiskan under det hettitiska rikets sena tid på 1200-talet f.Kr. skulle ha bortträngts som vardagsspråk av luviskan.
1995 kom ett luviskt sigill i dagen under utgrävningar i Troja. Detta fynd ledde till spekulationer om att luviska skulle ha talats även i Troja. I detta fall skulle Troja dock ha legat utanför det hittills antagna luviska språkområdet. Det är dock sannolikt att det förekom täta kontakter mellan luvierna och Troja.
Trojanerna anses ha talat antingen luviska eller arkaisk grekiska i likhet med mykenarna. Förr antog man det senare. I Europas ungtid talar dock Sture Linnér för att det var luviska, med stöd av de utgrävningar av Troja som bland andra arkeologen Donald F. Easton gjorde 1995-1997.

## Skrift och dialekter
Luviskan är indelad i två närbesläktade dialekter, vilka skrevs med olika skriftsystem vid olika tider: å ena sidan kilskriftsluviskan i den för hettitiskan anpassade babyloniska kilskriften, å andra sidan hieroglyfluviskan i den så kallade luviska hieroglyfskriften. Skillnaderna mellan dialekterna är minimala och beror framför allt på de olika skriftsystemens skiljaktiga ortografier.

### Kilskriftsluviska
Kilskriftsluviska användes av hettitiska skrivare, som använde den kilskrift som var vanlig för hettitiskan och även de skriftkonventioner som var förbundna med den. I motsats till hettitiskan förekom logogram, alltså tecken med ett bestämt symbolvärde, mer sällan. Framför allt användes kilskriftens stavelsetecken. Dessa är av typen V, VK eller KV (V=vokal, K=konsonant). Ett påfallande kännetecken är plene-skrivningen av långa vokaler, även initialt i ord. Därtill upprepas vokalen i skriften, exempelvis i-i-ti (istället för i-ti) för īdi "han går" och a-an-ta (i stället för an-ta) för ānda "i/in i".

### Hieroglyfluviska

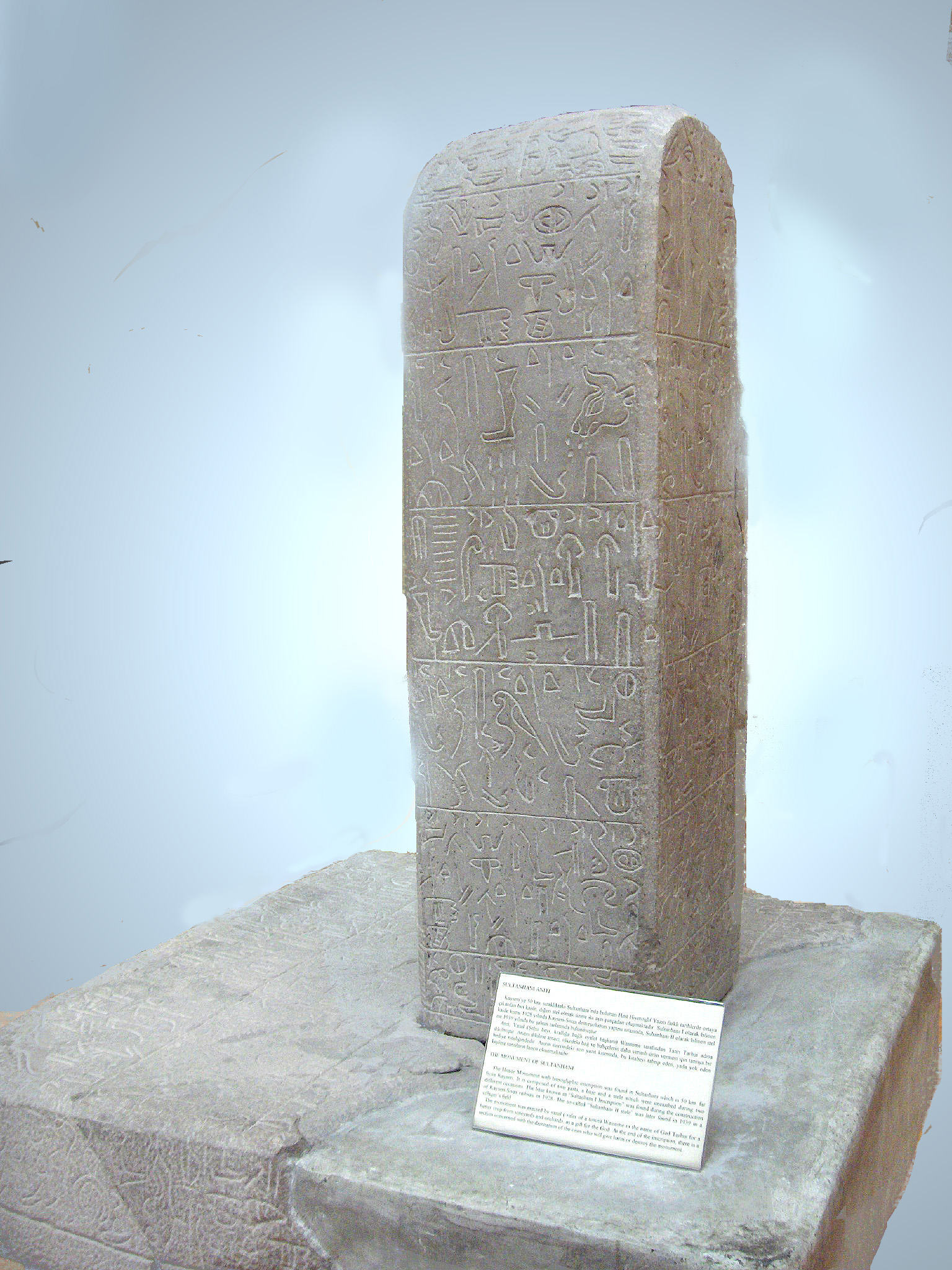
Sultanhanmonumentet, en stele med hieroglyfluvisk inskrift

Hieroglyfluviska skrevs i en hieroglyfskrift, som - i motsats till kilskriften - uppfanns för luviskan. Skriften, som sammanlagt omfattar cirka 350 tecken, består både av logogram och av stavelsetecken. Logogrammen är primära och stavelsetecknen har därefter utvecklats ur dessa. Det ser man till exempel vid logogrammet  tarri "tre", ur vilket stavelsetecknet tara/i har utvecklats. Jämte några få tecken av formen KVKV uppträder endast stavelsetecken för V eller KV. I motsats till kilskriftsluviskan används ingen plene-skrivning, men extra vokaltecken kan skrivas av optisk-estetiska skäl.
Användningen av logogram och stavelsetecken ger olika skriftmöjligheter för ett ord (liksom även i andra jämförbara skriftsystem, till exempel sumerisk kilskrift och egyptiska hieroglyfer). Som exempel ges här det luviska ordet för "ko" (i nominativ singular). Logogram sätts i transkriptionen i stora bokstäver och betecknas enligt konvention med ett latinskt begrepp.
- BOS – endast med logogram
- wa/i-wa/i-sa – endast i stavelseskrift
- BOS-wa/i-sa – logogram med fonetiskt komplement, som förtydligar logogrammets uttal
- (BOS) wa/i-wa/i-sa – stavelseskrift med framförställt logogram, vilket fungerar som determinativ och anvisar att beteckningen för en ko följer

För att känneteckna ett ords början kan ett speciellt ordavskiljningstecken  insättas. Bruket av detta tecken är dock fakultativt och inte konsistent ens inom enskilda texter. Logogram kan (liksom i egyptiskan) skiljas från stavelsetecknet genom en speciell logogram-markerare , men detta särskiljande genomförs endast sporadiskt.
Skriftens skrivriktning är inte entydigt fastlagd. Det är lika möjligt att skriva från vänster till höger som från höger till vänster som bustrofedon, det vill säga omväxlande riktning för varje rad. Skrifttecknens utförande följer skrivriktningen. Av estetiska skäl förekommer det att tecknens ordningsföljd ombyts.
I hieroglyfskriften uttrycks inte ett n före andra konsonanter. Till exempel står skrivningen a-mi-za för aminza. Konsonanten r intar en särställning. Endast för stavelsen ru existerar ett eget tecken. De andra r-haltiga tecknen bildas genom modifiering av andra stavelsetecken, i vilken dessa tillförs ett snedstreck. Exempelvis bildas ur stavelsetecknet tu därigenom tura eller turi. Stavelsetecken för Ka och Ki är ofta identiska: till exempel kan tecknet wa även stå för wi. Under loppet av skriftens utveckling uppstod dock nya tecken för vissa stavelser, vilka även urskilde a- och i-vokaliseringen: genom dubbel understrykning av ett tecken klargörs det att det är av formen Ka, medan den icke-understrukna teckenformen då endast behåller värdet Ki, exempelvis za gentemot  zi.

## Forskningshistoria
Vid tydningen av hettitiskan erkändes luviskan i form av kilskriftsluviskan redan 1919 av Emil Forrer som ett eget, men besläktat språk. Ytterligare stora framsteg i utforskningen av språket skedde efter andra världskriget med publikationen och analysen av ett större antal texter. Bland dessa finns arbeten av Bernhard Rosenkranz, Heinrich Otten och Emmanuel Laroche. En viktig impuls kom 1985 från Frank Starke genom nyordnandet av textkorpusen.
Dechiffreringen och inordnandet av hieroglyfluviskan beredde väsentligt större svårigheter. På 1920-talet strandade olika försök, men på 1930-talet uppnåddes en korrekt tolkning av enskilda logogram och stavelsetecken. Rörande språkets klassificering var man vid denna tidpunkt ännu inte överens, men man betraktade det som en form av hettitiskan och betecknade språket därför som hieroglyfhettitiska. Efter ett avbrott i forskningsaktiviteten på grund av andra världskriget skedde 1947 det avgörande genombrottet efter upptäckten och publiceringen av en fenicisk-hieroglyfluvisk tvåspråkig inskrift. Läsningen av många stavelsetecken förblev dock enligt dagens förståelse felaktig, och därför insågs ännu inte den nära släktskapen mellan de båda luviska dialekterna.
På 1970-talet blev det klart efter en grundlig revision av läsningen av många hieroglyfer genom David Hawkins, Anna Morpurgo och Günter Neumann, att hieroglyfluviskan var en dialekt som var nära besläktad med kilskriftsluviskan. Denna revision gick tillbaka på ett fynd utanför luviernas bosättningsområde, nämligen mått på urarteiska kärl, vilka visserligen var skrivna med hieroglyfluvisk skrift, men på urarteiska: Tecknet , som till dess hade lästs som ī, kunde tillordnas ljudvärdet za, vilket utlöste en kedjereaktion och ledde till en hel rad nya läsningar. Sedan denna tidpunkt koncentrerar sig forskningen på att bättre utarbeta de båda luviska dialekternas gemensamheter, vilket har lett till en väsentligt bättre förståelse för luviskan.

## Fonologi
Rekonstruktionen av det luviska fonembeståndet stöder sig huvudsakligen på den skriftliga traditionen och på jämförelser med kända indoeuropeiska språkutvecklingar.
Följande tabell framställer ett minimalt konsonantförråd, som kan rekonstrueras ur skriften. Det är möjligt att det fanns fler konsonanter, som inte kan urskiljas i skriften. De faryngala frikativorna ħ (tonlös) och ʕ (tonande) utgör en möjlighet att återges som -h- och -hh-, men velara frikativor x och ɣ är lika väl tänkbara. I kilskriftsluviskan särskiljs traditionellt š från s i transkriptionen, då det ursprungligen rörde sig om olika tecken för två olika ljud, men i luviskan framställer tecknen sannolikt samma ljud s.
|                        | bilabial | bilabial | labio- dental | labio- dental | alveolar | alveolar | palatal | palatal | velar | velar | fa- ryngal | fa- ryngal |
| ---------------------- | -------- | -------- | ------------- | ------------- | -------- | -------- | ------- | ------- | ----- | ----- | ---------- | ---------- |
| tonl.                  | ton.     | tonl.    | ton.          | tonl.         | ton.     | tonl.    | ton.    | tonl.   | ton.  | tonl. | ton.       |            |
| Klusiler               | p        | b        |               |               | t        | d        |         |         | k     | g     |            |            |
| nasaler                |          | m        |               |               |          | n        |         |         |       |       |            |            |
| vibranter              |          |          |               |               |          | r        |         |         |       |       |            |            |
| frikativor             |          |          |               |               | s        | z        |         |         |       |       | ħ          | ʕ          |
| approximanter          |          |          |               |               |          |          |         | y       |       |       |            |            |
| laterala approximanter |          |          |               | w             |          | l        |         |         |       |       |            |            |

Luviskan känner bara tre vokaler, nämligen a, i och u, vilka uppträder som långa eller korta. Olika vokallängd är dock inte betydelseskiljande, utan hänger samman med betoning och ordställning. Exempelvis uppträder annan självständigt som adverb ānnan "därunder" eller som preposition annān pātanza "under fötterna".
Bland ljudutvecklingarna i luviskan är rhotacismen nämnvärd: i sällsynta fall kan d, l och n bli till r, till exempel īdi "han går" till īri eller wala- "dö" till wara-. Dessutom kan ett d i ordslut gå förlorat och ett s infogas mellan två dentala konsonanter, ur *ad-tuwari blir aztuwari "ni äter" (ds och z är fonetiskt likvärdiga).

## Grammatik

### Nominalmorfologi
Två genus urskiljs: livaktig (commune) och icke livaktig (neutrum). Det finns två numerus: singular och plural. Vissa livaktiga substantiv kan jämte den rena räknepluralen även bilda en kollektiv plural. Luviskan har sex olika kasus: nominativ, genitiv, dativ-lokativ, ackusativ, ablativ-instrumentalis och vokativ. Till sin funktion motsvarar nominativ, genitiv, dativ och ackusativ i det väsentliga samma kasus i andra indoeuropeiska språk. Ablativ-instrumentalis används för att ange medel och syfte. Vokativ, tilltalskasus, uppträder sällan och endast i singular.
| kasus                       | singular     | plural       |
| --------------------------- | ------------ | ------------ |
| nominativ communis          | -s           | -anzi, -inzi |
| ackusativ communis          | -n, -an      | -anzi, -inzi |
| nominativ/ackusativ neutrum | -Ø, -n       | -a, -aya     |
| genitiv                     | -s, -si      | –            |
| dativ-lokativ               | -i, -iya, -a | -anza        |
| ablativ-instrumentalis      | -ati         | -ati         |

Vid genus commune framträder ett -i- som tillägg mellan ordstam och kasusändelse. I hieroglyfluviskan kompletteras ändelsen i nominativ/ackusativ neutrum med en partikel -sa/-za. I genitiv avviker kilskriftsluviska och hieroglyfluviska starkare från varandra. Endast hieroglyfluviskan har en kasusändelse för genitiv. I kilskriftsluviskan måste genitiven ersättas av ett tillhörighetsadjektiv. Dessutom påhängs ett adjektiverande ordbildningsmorfem till substantivets stam och det nya ordet bös som ett adjektiv. Denna konstruktion är möjlig även i hieroglyfluviskan, där den till och med kan uppträda kombinerad med genitivändelsen.

#### Adjektiv
| kasus                       | singular | plural  |
| --------------------------- | -------- | ------- |
| nominativ communis          | -asis    | -asinzi |
| ackusativ communis          | -asin    | -asinzi |
| nominativ/ackusativ neutrum | -asanza  | -asa    |
| dativ-lokativ               | -asan    | -asanza |
| ablativ-instrumentalis      | -asati   | -asati  |

Adjektiv stämmer överens (kongruerar) med sitt huvudord i numerus och genus. Former för nominativ och ackusativ särskiljs endast för genus commune, och även där endast i singular. 
För översiktlighetens skull anges endast de ordändelser som börjar med -a i tabellen, men efter ordstam kan -a även bli till -i. Formerna stöder sig huvudsakligen på formerna i substantivböjningen, varvid ett -as- framträder före den kasusändelse som skulle förväntas vid ett substantiv.

#### Pronomen
Luviskan har de personliga pronomen som är typiska för anatoliska språk, samt demonstrativa pronomen som uppbyggs på apa- och za-/zi-. Böjningen liknar den i hettitiskan, men för personliga pronomen är inte alla kasus belagda. I tredje person framträder det demonstrativa pronomenet apa- i stället för det personliga pronomenet.
|              |            | Personliga pronomen | Personliga pronomen | Possessiva pronomen |
| ------------ | ---------- | ------------------- | ------------------- | ------------------- |
| självständig | enklitisk  | självständig        |                     |                     |
| singular     | 1:a person | amu, mu             | -mu, -mi            | ama-                |
| singular     | 2:a person | tu, ti              | -tu, -ti            | tuwa-               |
| singular     | 3:e person | (apa-)              | -as, -ata, -an, -du | apasa-              |
| plural       | 1:a person | anzas, anza         | -anza               | anza-               |
| plural       | 2:a person | unzas, unza         | -manza              | unza-               |
| plural       | 3:e person | (apa-)              | -ata, -manza        | apasa-              |

Possessiva pronomen och det demonstrativa pronomenet på apa- böjs som adjektiv. Av de personliga pronomenen anges de kända formerna, varvid de olika personliga pronomenens olika användning inte är helt klar, och inte heller särskiljandet av olika kasus.
Förutom de former som framställs i tabellen har luviskan ett demonstrativt pronomen av stammen za-/zi-, av vilket former i alla kasus inte är kända, och det regelbundet böjda relativa och interrogativa pronomenet kwis (nom. sing. com.), kwin (ack. sing. com.), kwinzi (nom./ack. plur. com.), kwati (dat./abl. sing.), kwanza (nom./ack. plur. neut.), kwaya. Vissa indefinita pronomen med inte fullt klar betydelse är också bevarade.

### Verbalmorfologi
I verbböjningen urskiljer luviskan, som är vanligt i indoeuropeiska språk, två numerus: singular och plural, samt tre personer. Det finns två modus: indikativ och imperativ, men ingen konjunktiv. Endast aktiva former är hittills kända, men det förmodas att även en medium-passivum existerade. Två tempus urskiljs: presens och preteritum. Presens fungerar även som futurum.
|          |            | presens | preteritum | imperativ |
| -------- | ---------- | ------- | ---------- | --------- |
| singular | 1:a person | -wi     | -ha        | –         |
| singular | 2:a person | -si     | -ta        | Ø         |
| singular | 3:e person | -ti(r)  | -ta(r)     | -tu(r)    |
| Plural   | 1:a person | -mina   | -hana      | –         |
| Plural   | 2:a person | -tani   | -tan       | -tanu     |
| Plural   | 3:e person | -nti    | -nta       | -ntu      |

Konjugationen uppvisar stora likheter med den hettitiska ḫḫi-konjugationen. I indikativ presens är för 2:a person singular även former på -tisa och för 3:e person singular även former på -i och -ia belagda.
Ett enda particip kan bildas med suffixet -a(i)mma. Det har passiv betydelse för transitiva verb och stativisk betydelse för intransitiva verb. Infinitiven slutar på -una.

### Syntax
Den vanliga ordföljden är subjekt-objekt-verb, men för att betona ord eller satsdelar kan dessa också ställas först i satsen. Relativsatser ställs normalt före huvudsatsen, men den omvända ordningsföljden är också möjlig. Attribut står i regel före sitt huvudord.
För samordning av bisatser används olika konjunktioner med temporal eller konditional betydelse. Det finns ingen samordnande konjunktion. Huvudsatser kan dock samordnas med ett enklitiskt
-ha, som fogas till det första ordet i den efterföljande satsen. I berättelser förbinds satser med prosekutiva konjunktioner: a-, fogat före det första ordet i satsen, är innehållsligt att förstå som "och då", pā som självständig konjunktion i satsens början eller enklitiskt -pa visar i berättelsen motsats eller växling av tema.

## Ordförråd och texter
Det kända luviska ordförrådet består till största del av det rent indoeuropeiska arvordförrådet. Lånord för olika tekniska och religiösa områden kommer huvudsakligen från hurritiskan. Dessa övertogs senare via luviskan även i hettitiskan.
Den bevarade luviska textkorpusen består framför allt av kilskriftliga ritualtexter från 1600- och 1500-talen f.Kr. samt hieroglyfiska monumentalinskrifter. Till detta kommer några brev och ekonomihandlingar. De flesta hieroglyfinskrifter dateras till 900-talet till 600-talet f.Kr., alltså i tiden efter Hettiterrikets fall.
Ytterligare skriftliga vittnesbörd är hieroglyfluviska sigill, från tiden från 1500-talet till 600-talet f.Kr. Sigill från Hettiterrikets tid är ofta digrafiskt avfattade, såväl i luviska hieroglyfer som i kilskrift. Frånvaron av stavelsetecken omöjliggör utläsning av uttalet av de namn och titlar som förekommer på sigillen, och alltså även en säker bestämning av vilket språket är.

## Undervisning i luviska
Studiet av luviskan faller inom området för ämnet hettitologi, som vid tyskspråkiga universitet oftast företräds i ämnena assyriologi (tyska Altorientalistik) och jämförande indoeuropeisk språkforskning (tyska Indogermanistik). Dessa ger med oregelbundna mellanrum introduktioner i luviskan. Inom assyriologin förutsätts då oftast kunskaper i kilskrift och hettitiska. Dessutom intresserar sig företrädare för främreasiatisk arkeologi, epigrafik, antikhistoria, paleografi och religionshistoria för luviernas språk, arkeologi, historia, kultur och religion.

## Textexempel
Textexemplet kommer från den tvåspråkiga fenicisk-hieroglyfluviska inskriften från Karatepe. Dessa hieroglyfer ska läsas från höger till vänster. I texten framträder olika typiska kännetecken för hieroglyfluviskan: 
- Skrifttecknen är i enlighet med skrivriktningen riktade från höger till vänster.
- Raderna är centrerade; det sätts värde på att texten har en estetiskt samlad bild.
- Början av ett nytt ord visas endast oregelbundet med .
- Logogram är delvis (DIES i den första raden) men inte alltid (URBS också i den första raden) försedda med logogram-markören .
- För samma ord finns olika skrivsätt: tawiyan såväl som VERSUS-na som även VERSUS-ia-na, varvid dessutom na-tecknet varieras.

| Transkription | a3-wa/i                       | a2-mi-za                 | (DIES) ha-li-ia-za | a3-tana-wa/i-ni2-zi (URBS)        |
| Analys        | a+wa                          | am-inza                  | haliy-anza         | Adana+wann-inzi                   |
| Grammatik     | konjunktion + direkt anföring | "min" 1:a sg. poss. lok. | "dagar" lok. pl.   | "Adana" + adjektiverare, ack. pl. |

| FINES-zi           | (MANUS) la-tara/i-ha   | zi-na            | OCCIDENS-pa-mi    |
| irh-inzi           | ladara-ha              | zina             | ipam-i            |
| "gränser" ack. pl. | "utvidga" 1. sg. pret. | "å ena sidan"(*) | "väster" lok. sg. |

| VERSUS-ia-na            | zi-pa-wa/i                                   | ORIENS-ta-mi     | VERSUS-na               |
| tawiyan                 | zin+pa+wa                                    | isatam-i         | tawiyan                 |
| "riktning" postposition | "å andra sidan"(*) + "men" + direkt anföring | "öster" lok. sg. | "riktning" postposition |

- zin(a) är egentligen adverbet "här", vilket är avlett från demonstrativpronomenet za-/zi-. I förbindelsen zin(a)... zin(a)... övertar det dock funktionen av en konjunktion, som kan återges med "å ena sidan... å andra sidan...".

Översättning:
"I mina dagar utvidgade jag det andaniska området å ena sidan åt väster, men å andra sidan också åt öster."